# 宮刑
宮刑（きゅうけい、castration）は、去勢する刑罰。この刑は世界的に実施例があるが、中国におけるものが最も有名である。男性器を機能不全にする刑で、家系繁栄を重んじる中国で子孫ができないことは重い恥辱となった。

## 中国における宮刑

### 異称と語源
古代中国の宮刑は、腐刑（ふけい）、椓刑（たっけい）、陰刑（いんけい）、または単に宮などと呼ばれた。

#### 蚕室に下す
男性の去勢後は傷口が腐りやすいため、それを防ぐために、通常は風も日光も当たらないように密閉し、暖かくした「蚕室」（(名前の由来はカイコを飼う籠に似ていたから））に100日間ほど入れられていた。そのため、宮刑に処することを「蚕室に下す」とも言った。

#### 椓刑・腐刑
椓刑の「椓」は削り取る意で、外性器を損壊削除する刑罰の意である。王の後宮で害が働く憂いがないため宮廷や付属する機関で終身にわたって働かせ、このことから「宮刑」といわれた。「腐刑」の語源については多くの説があり、
1. 治癒前の傷口から腐敗臭を発するからという説（生傷悪臭説）
2. 腐った木は芽吹かないことから子孫を作れなくすることを「腐」と称したという説（断種説）
3. 前漢初期の竹簡に「府刑」ともあることから、宮中で労働させる宮刑と同じく「府」（役所）で働かせる刑罰の意味だという説（労働刑説）[注釈 1]
4. 排尿時に陰部が尿で濡れるため股間から日常的に発する尿臭のことを「腐」といったという説（尿臭説）
5. 上古音では「腐・府」と「婦」が同音であることから股間の形状を女性のように平坦にする意味という説（女性化説）
6. 外性器を縛って腐らせる事で去勢する方法があったからだという説（手術法説）
7. 「腐」という漢字には「ドロドロに溶けて再び固まる」という意味があり(「豆腐」等)、患部が一度爛れ、再び固まる様を言ったという説（治癒経過説）

などがあり、いずれも完全に証明されておらず本当の由来がはっきりしない。

### 概説
主に男性を対象とした刑罰で、死刑に次ぐ酷刑として位置付けられていた。先秦時代については詳細が不明なことが多く、以下は漢代以降の宮刑について記述する。
陰茎、睾丸、陰嚢のすべてを切除するもので、宮刑を科された者の多くは、その後宦官となって宮廷に仕えた。景帝の時代に宮刑を廃止して美人を解放したものの、紀元前146年には死刑の代替刑として腐刑に処すことを許した（ともに『漢書』景帝紀）。武帝を批判したとして死刑とされた司馬遷が宮刑を受けて命を助けられ、後に中書令に任じられた。受刑後に宦官として重用されることが多くなると、後の世には自宮、すなわち自ら性器を切り落として宦官となる人間が増加した。それに伴い、隋代に宮刑は一旦廃止される。自宮の増加に伴い、去勢手術の方法も洗練されていき、最終的に清代には、死亡率は1%未満になったとされる。なお、一旦廃止された宮刑は明代に復活し、政府の高官から塩を作る人夫まで、さまざまな階層の男性がこの刑に処せられた。宮廷に関係なく、その他朝鮮半島等の地域でも行われたが、朝鮮半島での宮刑は睾丸の摘出だけで陰茎の切断は行われなかった。

### 女性に対する椓刑
『礼記』に「女子は閉づ」とあり、これをファラオ式女子割礼のように陰部を閉鎖すると解釈するか、単に本人を幽閉すると解釈するかで意見が分かれている。鄭玄は「宮とは丈夫は則ち其の勢を割ち女子は宮中に閉す。今の官なる男女の若き也」（『周礼』秋宮司刑鄭玄注）と述べ、班固は「宮とは女子淫すれば執りて宮中に置き出づるを得ざらしむなり。丈夫淫すればその勢を割去するなり（『白虎通』五刑）といっているように、漢代では幽閉説のほうが有力だったが、実際に去勢された事例も若干数あったようである。この両説は必ずしも対立するものでなく、椓刑にはもともと起源を異にする二つの流れがあり、それが混同されて一つになったため女子の扱いについて異なる二つの伝承が残されたとも考えられている。陰部閉鎖説を支持した小島祐馬は、古代中国の刑罰を「族外制裁」と「族内制裁」の二系統が統合されてできていたとして、陰刑・黥刑・劓刑・臏刑のような身体刑は、異民族や他部族への「族外制裁」に源流しているとした。これは他部族（他氏族）との抗争で得られた捕虜を奴隷にする際になされるもので、古代オリエントの戦争捕虜の睾丸を残して陰茎だけを切断して奴隷にした風習と同系の文化である。これとはまったく別の説では、宮刑は部族内部の成員への制裁であって、睾丸を除去して生殖能力を奪ってしまえば家系が絶える事になり、先祖に対する祭祀を人倫の最重要項目に置く儒教においては、宗族共同体からの追放刑として認識されていたとの説もあり、この説の場合、第一に、性交という行為自体を不可能にすることが目的でなく授精能力を奪って子孫を絶つことが目的であるから、古くは睾丸の摘出だけで陰茎は残された可能性がありうる（上述の女子幽閉説をとる鄭玄や班固の見解では「勢を割く」「勢を割去す」とあり去勢すなわち陰茎でなく睾丸を問題にしているようでもある）。第二に、すでに子や孫がいる場合は彼らも処刑しなければ意味がない。第三に、女性は「宗族（父系男子共同体）」の所有物とされていたとし、だから「宗族共同体からの追放刑」が女子の場合は幽閉されることになるのだという。これは本来の形では奴隷として他氏族（他部族）の預かりとなって出身氏族から分離されるのか、逆に追放の結果他氏族の所有奴隷になることを避けるため出身氏族が幽閉するのか不明だが、当然ながら、後には国家所有の奴隷すなわち後宮に監禁される女性の起源ということになる。が、皇后以下の皇帝の妻女たちの起源を犯罪を犯して氏族から追放された女性だとする見解はほとんど支持されていない。

### 宮刑と腐刑は別のものという説
「宮刑」は文字通り宮中で召し使う「労働刑」であり去勢はそれに付随するものにすぎないのに対し、「椓刑・陰刑・腐刑」は去勢すること自体に主眼があり、古くは両者は本質的に異なる刑罰であった。その後、両者は次第に混同されて同じ刑罰の別名とされるようになった。後宮での労働刑に処せられた宦官（去勢者という意味でなく宮廷内での労働に従事する奴隷という本来の意味の宦官）が不祥事を起こすことを避けるためにあらかじめ去勢を付加したことから、両方の刑が混同されたのである。「宮刑」の趣旨はあくまでも宮廷における強制労働刑であり去勢はあくまで付随的なものである。ゆえに女性を宮刑に処す場合には去勢する必要性がなかったと言える。1983年に発見された前漢初期の法令集『二年律令』でも、府刑（腐刑）に処せられたのは、強姦を犯した者と肉刑相当の罪を繰り返した者に限定されており、後者は去勢刑だけで労働刑がない（府刑のみ）が、前者の条文には「強與人奸者、府以爲宮隷臣」（強姦を犯した者は腐刑に処した上で宮廷で働く奴隷とする）と記されていることから、府刑（腐刑）の意味はあくまで去勢刑であり、宮刑は「去勢＋労役刑」であったことがわかる。なお去勢手術法の違いで股間の見た目が異なり、黄河文明以来の系統をひく漢帝国での手術法（上述の二系統の去勢刑が混同されたもの）が「椓刑・陰刑・宮刑」で、戦国期から登場した秦の手術法が「腐刑」（これは途絶えて名称だけが別名として残る）だとも、また別の説では秦代以前から呉や周などの地方によっては陰茎か睾丸を残す手法もあったともいう。

## 日本における去勢刑（羅切刑）
通説では日本では宮刑を取り入れなかったとされているが、『日本書紀』にある「官者」という言葉には宦官の意味もあることから、雄略天皇の頃には少なくとも一時的には行われていたのではないかとする説がある。その後の日本における宮刑の記載例としては、『建武式目』の記述があり、その方法は『後太平記』に「男はヘノコを裂き（陰茎や陰嚢を切取る）」、「女は膣口を縫い潰して塞ぐ」と記録されている。実際の執行例としては『皇帝紀抄』巻七に、土御門天皇の代、1207年（承元元年）に法然の弟子である法本坊行空と安楽坊遵西が、女犯の咎で羅切の刑に処せられたとの記録がある（承元の法難）。ただし、この「羅」は「頸」の誤写であり、実際には斬刑だったとも言われる。
その他著名な伝説としては、本州西部の有力守護大名であった大内義隆の遺児、歓寿丸の逸話が挙げられる。義隆が家臣陶晴賢の謀反によって、1551年（天文20年）9月1日、長門国大寧寺に攻め滅ぼされたとき、残された歓寿丸は、女装して逃げ山中に潜伏したが、翌年捕らえられて殺害されたという。その際、歓寿丸本人すなわち男児である証拠を求めた陶軍が、遺体の男根を切除して持ち去ったとする伝説があり、山口県の俵山温泉近くにあるその現場には、歓寿丸を哀れんだ村人によって、麻羅観音という寺が造られている。
日本語の俗語で、陰茎または男性器の切断を「羅切」とも言うが、必ずしも宮刑と同義ではない。

## 現在のアメリカ合衆国における去勢刑
アメリカ合衆国の一部の州において、性犯罪者に対して、本人の希望により、あるいは懲役刑との自由選択の形で、去勢刑が行われている。
実施方法は、多くは薬物注射で睾丸を萎縮させる「化学的去勢」といわれる方法を取るが、テキサス州においては、手術による睾丸摘出が実施されており、1997年と2007年に執行された例がある。